# Chris Ernst
Chris Ernst, né le 31 août 1999 à Kitchener, est un coureur cycliste canadien. Il participe à des compétitions sur route et sur piste.

## Palmarès sur piste

### Coupe du monde
- 2019-2020
  - 3e de la poursuite par équipes à Milton

### Jeux panaméricains
- Santiago 2023
  -  Médaillé d'or de la poursuite par équipes (avec Carson Mattern, Michael Foley, Campbell Parrish et Sean Richardson)

### Championnats panaméricains
- Lima 2022
  -  Médaillé d'or de la poursuite individuelle
  -  Médaillé d'or de la poursuite par équipes (avec Evan Burtnik, Michael Foley et Sean Richardson)
- San Juan 2023
  -  Médaillé d'or de la poursuite individuelle
- Los Angeles 2024
  -  Médaillé d'or de l'omnium
  -  Médaillé d'argent de la poursuite individuelle
  -  Médaillé de bronze de la poursuite par équipes
- Asuncion 2025
  -  Médaillé d'argent de la poursuite par équipes (avec Jonathan Hinse, Cameron Fitzmaurice, Ethan Powell et Sean Richardson)

### Championnats nationaux
- 2016
  -  Champion du Canada de poursuite par équipes juniors (avec Jordann Jones, Adam Lefebvre et Lucas Taylor)
  - 3e du championnat du Canada de course aux points juniors
- 2017
  - 2e du championnat du Canada de poursuite par équipes
- 2019
  -  Champion du Canada de poursuite par équipes (avec Michael Foley, Aidan Caves et Jay Lamoureux)
- 2020
  -  Champion du Canada de poursuite par équipes (avec Michael Foley, Aidan Caves et Jay Lamoureux)
- 2022
  - 2e du championnat du Canada de poursuite par équipes
  - 2e du championnat du Canada de l'américaine
  - 3e du championnat du Canada de l'omnium
- 2023
  - 2e du championnat du Canada de l'américaine
  - 3e du championnat du Canada de l'omnium
- 2024
  -  Champion du Canada de poursuite individuelle
  - 2e du championnat du Canada de l'américaine
  - 3e du championnat du Canada de l'omnium
- 2025
  -  Champion du Canada de l'américaine (avec Mathias Guillemette)
  - 2e du championnat du Canada de l'omnium

## Palmarès sur route
- 2017
  - 3e du championnat du Canada du contre-la-montre juniors
- 2019
  - 1re étape du Tour de Bloom
- 2024
  - 1re étape de la Killington Stage Race
  - Grand Prix de Charlevoix :
    - Classement général
    - 2e et 3e (contre-la-montre) étapes